# Ferroqingheiïta
La ferroqingheiïta és un mineral de la classe dels fosfats que pertany al grup de la wyl·lieïta. Rep el seu nom per ser l'equivalent (Fe2+) de la qingheiïta. Originalment va ser anomenada qingheiïta-(Fe2+), però va ser reanomenada l'any 2019 al nom actual al ser publicada la nova nomenclatura per al supergrup de les al·luaudites.

## Característiques
La ferroqingheiïta és un fosfat de fórmula química Na₂Fe2+MgAl(PO₄)₃, que va ser aprovat per l'Associació Mineralògica Internacional l'any 2009. Cristal·litza en el sistema monoclínic. La seva duresa a l'escala de Mohs és 4.
Segons la classificació de Nickel-Strunz, la ferroqingheiïta pertany a «08.AC: Fosfats, etc. sense anions addicionals, sense H₂O, amb cations de mida mitjana i gran» juntament amb els següents minerals: howardevansita, alluaudita, arseniopleïta, caryinita, ferroalluaudita, hagendorfita, johillerita, maghagendorfita, nickenichita, varulita, ferrohagendorfita, bradaczekita, yazganita, groatita, bobfergusonita, ferrowyllieita, qingheiïta, rosemaryita, wyllieïta, ferrorosemaryita, manitobaïta, marićita, berzeliïta, manganberzeliïta, palenzonaïta, schäferita, brianita, vitusita-(Ce), olgita, bario-olgita, whitlockita, estronciowhitlockita, merrillita, tuita, ferromerrillita, bobdownsita, chladniïta, fil·lowita, johnsomervilleita, galileiïta, stornesita-(Y), xenofil·lita, harrisonita, kosnarita, panethita, stanfieldita, ronneburgita, tillmannsita i filatovita.

## Formació i jaciments
Es troba al voltant de grans frondelita, inclosa en una matriu de quars i albita. Sol trobar-se associada a altres minerals com: frondelita, quars, albita, jahnsita o cyrilovita. Va ser descoberta a Sebastião Cristino, a Linópolis (Minas Gerais, Brasil). També se n'ha trobat a Newport, (Nou Hampshire, Estats Units).